# Paul Hamilton (Schiff, 1942)
Die Paul Hamilton war ein US-amerikanisches Frachtschiff der Liberty-Klasse. Benannt wurde sie nach Paul Hamilton, einem US-amerikanischen Politiker, der von 1804 bis 1806 Gouverneur von South Carolina war und von 1809 bis 1812 Marineminister der Vereinigten Staaten.

## Geschichte

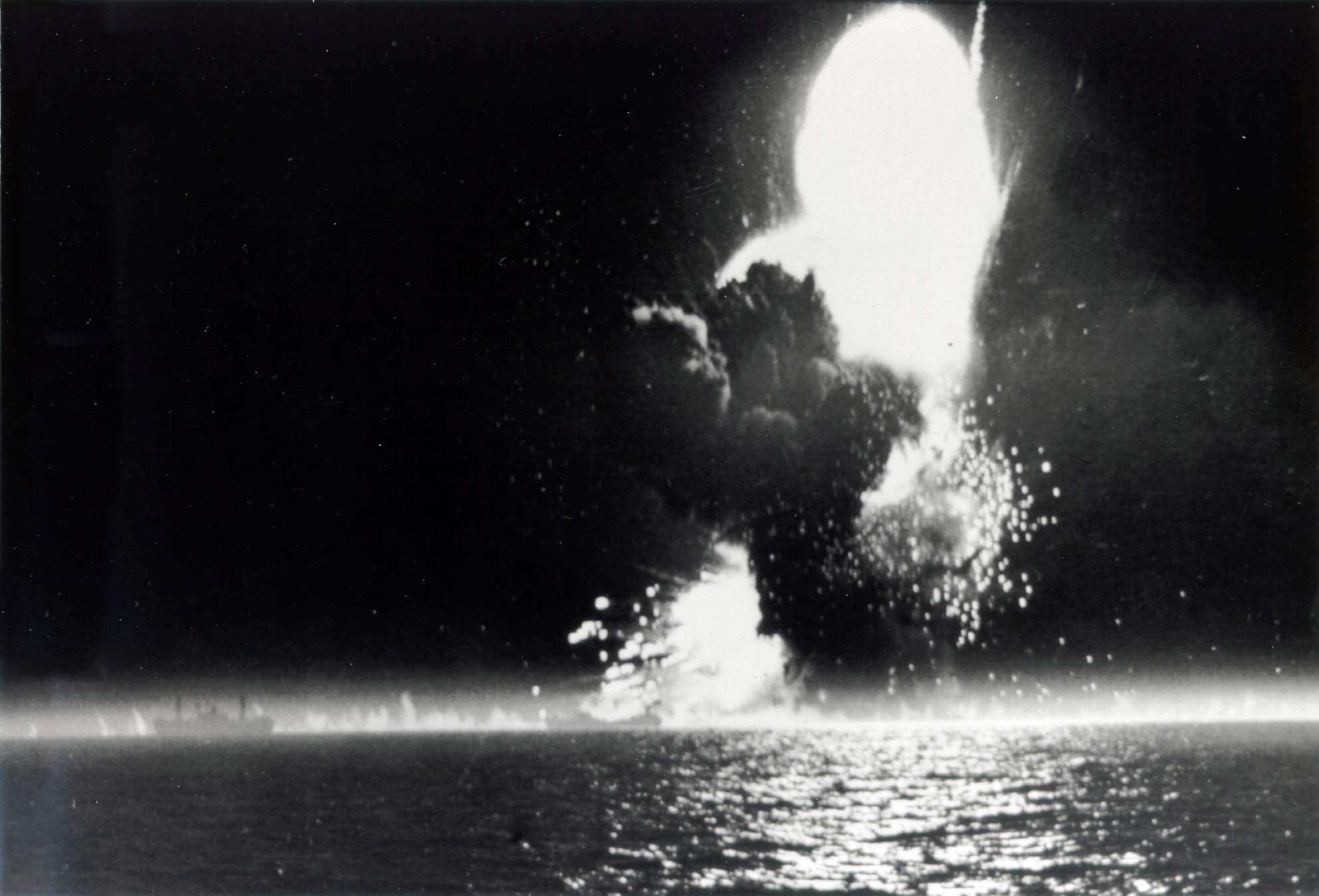
Die Explosion auf der Paul Hamilton am 20. April 1944.

Die War Shipping Administration gab die Paul Hamilton Mitte 1942 bei der North Carolina Shipbuilding Co. in Wilmington in Auftrag. Am 30. August 1942 wurde sie vom Stapel gelassen und am 20. Oktober in Dienst gestellt.
Am 20. April 1944 war sie Teil des alliierten Geleitzuges UGS 38, der im Mittelmeer nach Port Said unterwegs war. An Bord befanden sich, zusätzlich zur Besatzung, 504 Soldaten des 831st Bombardment Squadron und der 32nd Photo Reconnaissance Squadron der Royal Air Force. Am Abend griffen nahe Algier etwa 60 Torpedo-Flugzeuge vom Typ Junkers Ju 88A der III. Gruppe des Kampfgeschwaders 26 und der I. und III. Gruppe des Kampfgeschwaders 77 an. Durch einen Torpedotreffer explodierte die Ladung, die aus 1600 t Munition und Bomben bestand. Dadurch entstand eine 400 m hohe Stichflamme und Trümmer wurden zwei Kilometer weit geschleudert. (Lage) Dabei wurden alle 580 Menschen an Bord – 504 Soldaten, 29 Artilleristen und 47 Seeleute – getötet.

## Geleitzüge
Im Zweiten Weltkrieg nahm die Paul Hamilton an 12 Geleitzügen teil.
| Geleitzug | Zeit          | Ausgangshafen        | Zielhafen        |
| --------- | ------------- | -------------------- | ---------------- |
| UGS 3     | Dezember 1942 | Hampton Roads (Lage) | Oran (Lage)      |
| GUS 3     | Januar 1943   | Oran                 | Hampton Roads    |
| UGS 6     | März 1943     | Hampton Roads        | Oran             |
| GUS 6     | April 1943    | Gibraltar (Lage)     | Hampton Roads    |
| UGS 8     | April 1943    | Hampton Roads        | Algier (Lage)    |
| UGS 8A    | Mai 1943      | Hampton Roads        | Tripolis (Lage)  |
| UGS 15    | August 1943   | Hampton Roads        | Port Said (Lage) |
| UGS 23    | November 1943 | Hampton Roads        | Port Said        |
| UGS 24    | Dezember 1943 | Hampton Roads        | Port Said        |
| KMS 35    | Dezember 1943 | Gibraltar            | Port Said        |
| GUS 31    | März 1944     | Port Said            | Hampton Roads    |
| UGS 38    | April 1944    | Hampton Roads        | Port Said        |